# 13 juin 1911
Le mardi 13 juin 1911 est le 164e jour de l'année 1911.

## Naissances
- Achille Peretti (mort le 14 avril 1983), homme politique français
- Prince Ali Khan (mort le 12 mai 1960), fils d'Aga Khan III - père d'Aga Khan IV
- Luis Walter Alvarez (mort le 1er septembre 1988), physicien américain
- Rolf Stein (mort le 9 octobre 1999), sinologue et tibétologue
- Tommy Eboli (mort le 16 juillet 1972), criminel italien
- Werner Streib (mort le 15 juin 1986), général et as de l'aviation allemand durant la Seconde Guerre mondiale

## Décès
- Shinohara Yasunoshin (né le 22 décembre 1828), samouraï japonais